# آنیباله نینکی
آنیباله نینکی (ایتالیایی: Annibale Ninchi؛ زادهٔ ۲۰ نوامبر ۱۱۸۸۷ - ۱۵ ژانویهٔ ۱۹۶۷) بازیگر، نمایشنامه‌نویس و آموزگار اهل ایتالیا بود. او زاده خانواده‌ای از بازیگران سرشناس بود.

## زندگی و حرفه
نینکی متولد بولونیا، پسر یک سرهنگ ارتش که در مدرسه نمایش لوئیجی راسی آموزش دیده است.
از فیلم‌هایی که وی در آن‌ها نقش داشته‌است، می‌توان به شیپیو آفریکانوس: شکست هانیبال، زندگی شیرین، شادی زندگی و هشت‌ونیم اشاره نمود.